# Selene (Marvel Comics)
Selene, il cui nome per esteso è presumibilmente Selene Gallio, è un personaggio dei fumetti creato da Chris Claremont (testi) e Sal Buscema (disegni), pubblicato dalla Marvel Comics. Apparsa per la prima volta sulle pagine di New Mutants (vol. 1) n. 9 (novembre 1983), Selene è stata ed è ancora una dei nemici di lunga data degli X-Men. Immortale affiliata alla Cerchia Interna del Club infernale ne è in breve tempo divenuta la Regina Nera (Black Queen), spesso in contrasto con la storica Regina Bianca Emma Frost, famosa per l'abbigliamento ispirato a vari costumi sadomaso con tanto di corsetti, fruste e collari.
La sua lunga vita è da attribuirsi principalmente alla similitudine con un vampiro, capace di drenare l'energia vitale da altri per alimentare la propria giovinezza e bellezza. Il suo nome deriva da quello dell'antica divinità greca lunare, appunto Selene, figlia dei titani Iperione e Teia; lei stessa inoltre proclamava di essere già vecchia quando il genere umano cominciava a compiere i primi passi sulla Terra, tanto che potrebbe benissimo essere la divinità stessa.

## Biografia del personaggio

### Era Hyboriana e Roma
Selene sfidò quello che in seguito divenne il suo più grande nemico, lo stregone Kulan Gath, durante l'era Hyboriana del mondo, nel corso della quale sono vissuti sia Conan il Barbaro che Red Sonja. All'apice del periodo imperiale, Selene giunse a risiedere a Roma, dove avvicinò il senatore Eliphas la cui moglie lo aveva abbandonato per un generale di nome Mascio. Selene offrì all'uomo l'immortalità ed il suo amore eterno in cambio di tutte le anime di Roma; tuttavia, mostrando le ultime tracce di umanità, Eliphas cercò di salvare la vita di una bambina che gl'ispirava pietà ed il cui padre vendette l'informazione a Mascio. Durante la creazione dei pentacoli con i quali attuare il rituale in giro per Roma, Eliphas venne fermato da alcuni soldati che, dopo averlo picchiato, catturarono Selene e portarono entrambi fuori dalla città per bruciarli sul rogo. Ripresasi, Selene si vendicò degli uomini che l'avevano oltraggiata e prese la vita di Eliphas trasformandolo in una creatura simile ad un vampiro, condannandolo ad un'esistenza immortale da scontare senza la sua presenza. Sotterrato per 700 anni, Eliphas tornò al mondo quando un contadino scavò una fossa sulla sua tomba.

### Nova Roma
Intrappolata per centinaia di anni all'interno della città di Nova Roma collocata nel cuore della foresta Amazzonica, Selene veniva adorata come una divinità e mentre tentava di mantenere segreta l'esistenza della città al mondo intero si sposò diverse volte: il suo più celebre matrimonio fu con il senatore Marcus Domitius Gallio, dando vita a numerosi discendenti tra i quali la giovane mutante Amara Juliana Olivia Aquilla. Rintracciatala, Eliphas decise di non importunarla per non scatenare nuovamente su di sé le sue ire. Una volta che i Nuovi Mutanti giunsero sul posto, Selene tentò di uccidere la propria discendente gettandola in uno degli svariati pozzi di lava facendo così emergere il suo potere mutante latente. Sconfitta, tentò di trasformare Moonstar in un vampiro psichico, tuttavia fallì e venne quindi gettata in un pozzo e seppellita viva.

### Regina Nera
Tempo dopo riapparve a New York dove sedusse ed attaccò il Fenomeno, forse per attingere alla sua forza vitale, prima di scontrarsi con Marvel Girl a causa del brutale omicidio di un giovane che aveva ospitato la ragazza. Grazie all'aiuto di Ethan Rhoem, suo lacchè, riuscì a mettersi in contatto con il Club infernale e a diventarne la nuova Regina Nera in contrasto però con Sebastian Shaw ed Emma Frost che progettarono il suo omicidio utilizzando la mutante Firestar: resasi conto di ciò che i due stavano architettando, Angelica decise di non prendervi parte facendo in questo modo fallire il piano. Svelato che l'attacco dei Nuovi Mutanti era stato da lei orchestrato per riuscire a fuggire da Nova Roma, la donna fu ancora una volta catturata da Kulan Gath. Liberatasi dalle sue grinfie e lasciatasi ormai alle spalle l'esperienza di Nova Roma, i cittadini cominciarono a riguadagnare memoria delle loro precedenti vite. Recenti storie hanno suggerito che Nova Roma fosse un'illusione creata a mantenuta prima dalla stessa Selene e poi dal mutante Empath; questa interpretazione è stata poi sfatata da Magma, riuscita a comprenderne la falsità volta ad allontanarla da coloro che amava di più.
Il confronto fra Selene e Rachel giunse pochi mesi dopo l'omicidio compiuto dalla prima e la vendetta della giovane Grey fu fermata solamente dall'intervento di Wolverine che salvò la vita a Selene. Utilizzando questo attacco come pretesto, la donna forzò la Cerchia Interna a dichiarare guerra agli X-Men, interrotta però dall'arrivo di Nimrod che uccise Rhoem. All'epoca in cui Magneto venne presentato come nuovo Re Bianco, Selene votò per l'espulsione di Shaw dalla Cerchia e all'insaputa degli altri pianificò la distruzione del Club stesso in quanto non aveva più bisogno dei suoi servigi: riuniti un gruppo di giovani mutanti ai quali promise l'immortalità in cambio delle morti dei suoi ex-soci, la donna li convinse ad aderire al suo piano salvo poi in ultimo momento essere tradita da Trevor Fitzroy che la rinchiuse e torturò fino a quando Amanda Sefton riuscì a liberarla. Indebolita, cominciò a nutrirsi della forza vitale degli altri X-Terni, mutanti immortali, fino a farli quasi scomparire prima di essere fermata da X-Force e Cable. Riapparsa in Brasile, tentò di sedurre Sunspot con l'aiuto dei Devianti e di farlo entrare fra le file del Club di cui era tornata a far parte riplasmandone la Cerchia grazie all'aiuto di Cuore Nero. Dopo essere riuscita nel suo intento, il ritorno di Shaw concise con la sua segregazione nelle catacombe della sede newyorkese da cui si liberò temporaneamente tramite l'aiuto di Rachel, la quale assieme a Loto Rosso la sconfisse ad Hong Kong e intrappolò nuovamente nelle catacombe del Club.

### Decimazione
Dopo la decimazione, fu una dei pochi mutanti a mantenere i propri poteri riapparendo fra le strade di Mutant Town con le sembianze di una povera vecchia e stringendo amicizia con Wither. Rivelò al giovane che molte persone erano sulle sue tracce poiché aveva commesso azioni veramente malvagie e quando una squadra di polizia entrò con la forza nell'appartamento che i due dividevano, Wither uccise gli agenti per difenderla. Assorbita l'energia da coloro che erano rimasti in vita, Selene riacquistò il proprio giovane aspetto, rivelò al ragazzo la morte della sua amata Wallflower e baciandolo gli propose di diventare sua. Ricambiando il bacio, Wither accettò la proposta ed i due scomparvero.
Installatasi a New Orleans, Selene e la sua corte vennero avvicinati da Eliphas, ora noto anche come Eli Bard, deciso a farsi perdonare sacrificandole inizialmente le anime di tutti i Purificatori. Tuttavia dopo aver assorbito il tecnarca Magus e riportato in vita Calibano le propone di utilizzare le doti tracciative del primo per scovare tutti i mutanti deceduti e rianimarli per offrirle i loro poteri e le loro anime.

### Necrosha

Regina Nera, Disegni di Clayton Crain.

Preso il comando di una squadra di anime risorte, Blink ne teletrasporta alcune sulle coste di Utopia a punire gli X-Men mentre lei e la sua corte vengono teletrasportati a Genosha, ribattezzata Necrosha, seguendo i poteri di Calibano per permetterle in quel luogo di morte di ascendere alla divinità. Deciso di utilizzare il milione di mutanti con poteri appena risorti come nutrimento, obbliga i restanti quindici milioni a costruirle una città, delegando ad Eliphas il compito di preparare il rituale del sangue, non mostrandosi sorpresa quando Blink le rivela che l'uomo non è più in possesso della sua lama maledetta necessaria per i sacrifici; convocato Wither lo pone al comando della sua corte che invia su Utopia a recuperare l'indispensabile strumento. Minacciato da Eliphas, Warpath acconsente a consegnare la lama maledetta in cambio della vita degli abitanti di Utopia ma recuperata l'arma viene rapito. Scoperto grazie alle Naiadi che Selene ha trovato rifugio a Genosha, Ciclope invia X-Force di ucciderla. Raggiunta Roma Nera, Eliphas consegna la lama nelle mani della sua Regina che dopo aver ribadito il suo amore e il suo odio verso di lui lo pugnala al cuore uccidendolo e ordina agli altri di dare inizio al rituale del sangue. Mentre X-Force al completo osserva i miliardi di morti che li separano dalla cittadella, al suo interno Thunderbird spiega a Warpath la vera natura di Selene: lei è l'oscurità destinata ad inghiottire il mondo, sempre affamata ed inarrestabile. Rilasciata un'onda di energia che reclama le anime dei morti, la nuova dea oscura ordina alla sua corte di portarle le anime di tutti i mutanti fatti precedentemente risorgere mentre il gruppo apprende come ucciderla tramite la "danza degli spettri". Defilatosi dallo scontro che impegna la corte ed X-Force, Warpath va alla ricerca del fratello in possesso della lama maledetta e dopo averlo ucciso se ne impossessa raggiungendo il resto del gruppo occupato nello scontro con Selene che viene infine distrutta dalla sua stessa arma non appena questa le trapassa il cuore facendola esplodere in una colonna di luce che libera le anime di cui si era cibata.

### Ritorno
Successivamente si scopre che il corpo e l'anima di Selene si sono preservati come particelle sospese nell'aria e in qualche modo immagazzinati in un caveau situato da qualche parte a New York City. Lady Deathstrike e l'Incantatrice raggiungono il caveau e, usando la magia potenziata dal virus senziente Arkea, furono in grado di rimettere insieme Selene affinché si unisse alla neonata Sorellanza dei Mutanti.

### House of X
Selene viene accolta insieme ad altri mutanti malvagi nella nuova nazione insulare di Krakoa, creata dal Professor X, Magneto e Moira MacTaggart per cessare ogni divisione interna e ricominciare tutti insieme. Dopo un periodo di collaborazione relativamente tranquillo, Magneto rinuncia al suo seggio nel Concilio che guida la nazione dei mutanti e Selene si candida a rimpiazzarlo spingendo sul fatto che sia l'unica a poter offrire una conoscenza sterminata di immortalità e magia. Il seggio viene però assegnato a Hope Summers e, per provare di essere insostituibile, Selene trasforma il cancello esterno in una mostruosità gigante che porta devastazione in tutta l'isola. La soddisfazione di Selene per il fatto che nessuno, tranne lei, sia in grado di fermare il gigante ha breve durata, poiché Destiny aiuta Hope ad assassinarla: viene riportata in vita il tempo necessario affinché Exodus possa approfittare del suo smarrimento per sopraffarla telepaticamente e annullare l'incantesimo, dopodiché le viene spezzato il collo definitivamente. 

## Poteri e abilità
Selene possiede la caratteristica di essere sia una mutante che una potente strega, di conseguenza, nella vasta gamma di poteri da lei mostrati, è impossibile separare quelli derivati dalla sua mutazione, da quelli derivati dalla stregoneria.
I suoi principali poteri, consistono in una particolare forma di telecinesi che le permette di animare qualsiasi tipo di materiale inorganico e non quello organico, di far levitare e di manipolare fiamme a qualsiasi temperatura (anche se non è in grado di generarne da sé, come un vero pirocineta); è inoltre dotata di una notevole capacità telepatica, grazie alla quale riesce a controllare completamente le vittime prescelte ed a rendere difficoltosa la propria localizzazione. Oltre alle mutazioni, Selene possiede una vasta conoscenza nel campo della stregoneria, come ha mostrato nell'utilizzo di svariati incantesimi, malefici e sortilegi. Non è chiaro però se il particolare potere di svanimento in una nuvola d'oscurità, mostrato parecchie volte, sia da imputare al suo essere mutante o ad un sortilegio da lei operato. Tutti i suoi poteri, su se stessa non hanno alcun effetto, eccetto alcuni incantesimi.
La sua figura inoltre è associata a quella di un vampiro perché Selene è capace di drenare parzialmente o completamente l'energia dalle proprie vittime (in quest'ultimo caso uccidendole e polverizzandole) e per questo motivo non necessita di cibarsi come i normali esseri umani. Risulta perciò essere una entità quasi immortale, la cui bellezza e giovinezza vengono garantite dall'energia vitale delle sue vittime. Però Selene, nella maggior parte dei casi, preferisce non consumare completamente le proprie prede e ciò le permette di schiavizzarle mentalmente, affinché eseguano i suoi ordini. Come altro effetto collaterale del drenaggio energetico delle vittime, Selene acquisisce il ricordo della loro intera vita. Grazie alle energie carpite, Selene può sviluppare forza e velocità a livelli sovrumani, che però provocano un suo invecchiamento precoce e repentino, nel caso siano utilizzati troppo in fretta e con poca parsimonia. Selene sembra inoltre possedere un'insolita immunità a qualsiasi tipo di ferita e di manipolazione, riuscendo persino a ricomporsi dopo essere stata polverizzata.

## Altri media

### Televisione
Selene compare in Wolverine e gli X-Men. In questa versione è anche la Regina Nera del Club infernale, assieme a Sebastian Shaw, Emma Frost e le Naiadi di Stepford.

### Cinema
- Lo sceneggiatore Kevin Grevioux durante un'intervista ha affermato che il personaggio della vampira Selene, protagonista di Underworld e Underworld: Evolution, è largamente basato sul personaggio di Selene della Marvel Comics.
- In X-Men - Dark Phoenix Selene fa parte della Confraternita di Magneto e si batte insieme a lui, e dopo anche con gli X-Men, fino a quando viene uccisa.

### Videogiochi
Selene compare in:
- X-Men Legends II: L'Era di Apocalisse
- Marvel: Avegners Alliance